# Karin Lehner
Karin Lehner  (* 1958 in Tragwein), aufgewachsen in Perg, ist eine österreichische Historikerin und Journalistin.

## Werdegang
Lehner studierte Zeitgeschichte sowie Sozial- und Wirtschaftsgeschichte an der Universität Wien und promovierte 1985 mit der Dissertation über „Verpönte Eingriffe. Sozialdemokratische Reformbestrebungen zu den Abtreibungsbestimmungen in der Zwischenkriegszeit.“ (veröffentlicht im Picus-Verlag, Wien 1989). Danach arbeitete sie für den ORF und nahm Lehraufträge (Frauengeschichte, Bevölkerungspolitik, Eugenik, Medizinethik) an den Universitäten Wien und Innsbruck an. Ihre berufliche Heimat beim ORF wurden schließlich die Hauptabteilung Wissenschaft, Bildung und Gesellschaft und die Redaktion des Radiokolleg.

## Auszeichnungen
- 2007 Radiopreis der österreichischen Erwachsenenbildung in der Sparte Information für die Sendung „Fahrendes Volk - Zur Geschichte der jenischen Minderheit“ im Rahmen der Ö1-Sendung „Radiokolleg“.[2]
- 2008 Medienpreis des Österreichischen Zivil-Invalidenverbandes für die vierteilige Sendereihe „Inselbegabte. Autismus im Wandel.“[3]

## Publikationen
- Verpönte Eingriffe. Sozialdemokratische Reformbestrebungen zu den Abtreibungsbestimmungen in der Zwischenkriegszeit, Picus Verlag, Wien 1989, ISBN 978-3854522-0-72.
- Reformbestrebungen der Sozialdemokratie zum § 144 in Österreich in der 1. Republik, in: Die ungeschriebene Geschichte – Historische Frauenforschung. Dokumentation des 5. Historikerinnentreffens in Wien vom 16. bis 19. April 1984, Wiener Historikerinnen (Hrsg.), Wien 1984.
- Politik mit „Menschenmaterial“. Sozialdemokratische Eugenik in den Zwanziger Jahren, in: An.Schläge, Band 9 und Band 10, Verein Frauen aktiv in Kultur und Arbeitswelt (Hrsg.), Wien 1996.

## Weblink
- Literatur von und über Karin Lehner im Katalog der Deutschen Nationalbibliothek